# هرمان ابرت
 هرمان ابرت (انگلیسی: Hermann Ebert؛ زاده ۱۸۶۱ درگذشته ۱۹۱۳) یک فیزیک‌دان اهل آلمان بود.